# Mała Miss czarownica
Mała czarodziejka lub Mała miss czarownica (ang. Little Miss Magic) – amerykańska produkcja familijna z roku 1997. Film miał w Polsce swoją premierę w KidsCo w 2007 roku. Reżyserem jest Fred Olen Ray.